# Depois do Dilúvio
Depois do Dilúvio, também conhecida como O Quadragésimo Primeiro Dia, é um pintura a óleo simbolista do artista inglês George Frederic Watts, inicialmente apresentada como O Sol de forma incompleta em 1886 e completa em 1891. A obra mostra mostra uma cena da história do Dilúvio, na qual depois de 40 dias de chuva Noé abre a janela de sua arca para ver que a chuva parou. Watts sentiu que a sociedade moderna estava em declínio devido à falta de valores morais e ele com frequência pintou obras com o tema do Dilúvio e sua purificação do que era desprezível no mundo. A pintura toma a forma de uma vista do mar estilizada, dominada por um brilhante clarão do sol partindo-se através das nuvens. Embora este tenha sido um tema que Watts havia retratado anteriormente em O Gênio da Poesia Grega em 1878, Depois do Dilúvio tomou uma abordagem radicalmente diferente. Com esta pintura ele pretendeu evocar um Deus monoteísta no ato da criação, mas evitando retratar o Criador diretamente.
A pintura inacabada foi apresentada em Whitechapel em 1886, sob o título intencionalmente simplificado de O Sol. Watts trabalhou na pintura pelos cinco anos seguintes e a versão completa foi apresentada pela primeira vez na New Gallery em 1891. Entre 1902 e 1906 a pintura foi exposta ao redor do Reino Unido e está agora na coleção da Watts Gallery em Compton. Como Watts não incluiu Depois do Dilúvio em seu presente à nação do que ele considerava suas obras mais significantes, não está entre suas pinturas mais conhecidas. No entanto, foi grandemente admirada por muitos artistas colegas de Watts e tem sido citada como uma influência em numerosos outros pintores que trabalharam nas duas décadas após a exposição inicial.

## Contexto Histórico

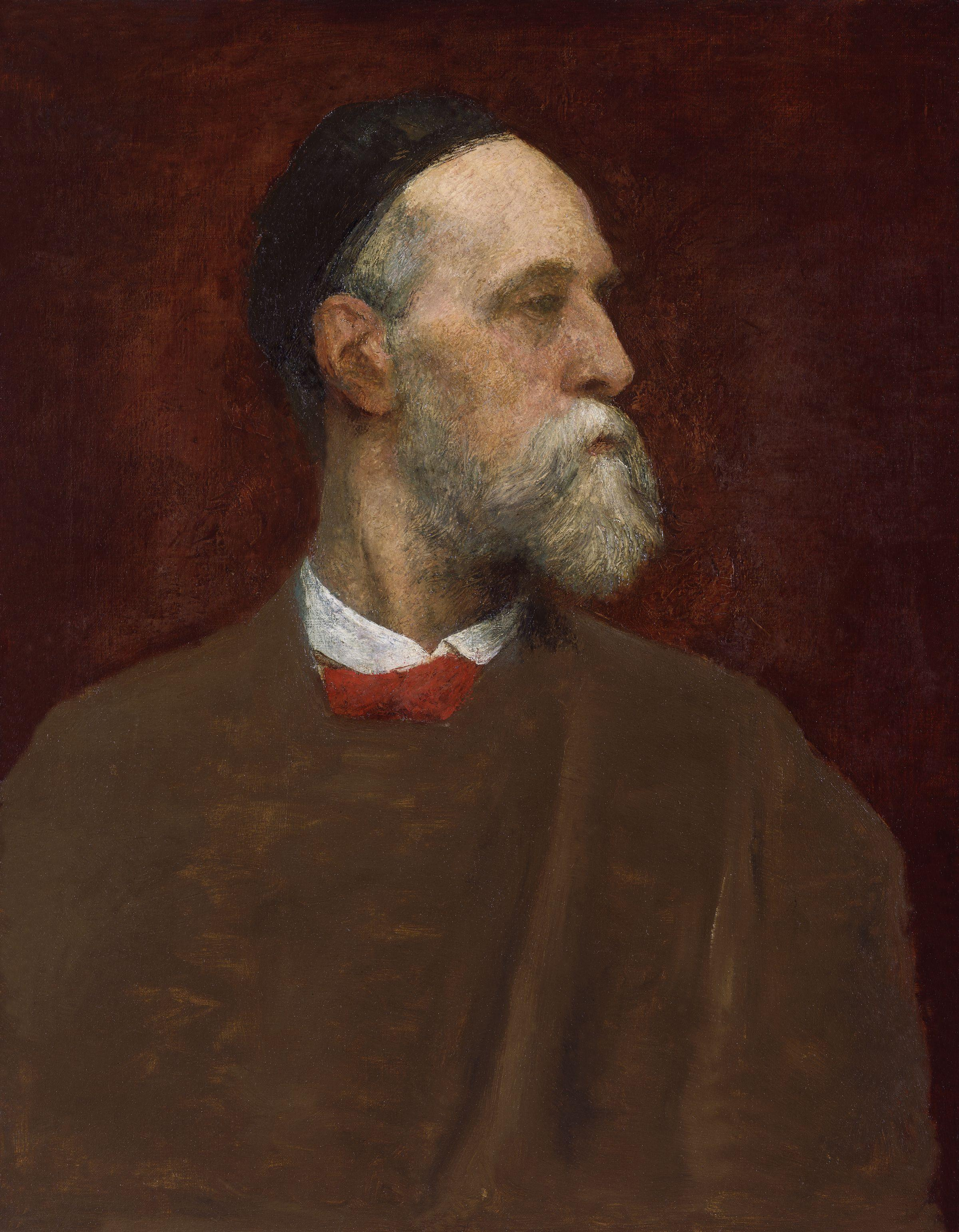
George Frederic Watts, por volta de 1879

George Frederic Watts nasceu em 1817, filho de um fabricante de instrumentos musicais de Londres. Seus dois irmãos morreram em 1823 e sua mãe em 1826, dando a Watts uma obsessão com a morte ao longo de sua vida. Watts foi aprendiz de escultor aos 10 anos e durante sua adolescência era bastante competente como artista para conseguir sua subsistência como pintor de retratos. Aos 18 anos ele ganhou admissão nas escolas da Academia Real Inglesa, embora ele não gostasse dos métodos dela e seu comparecimento fosse intermitente. A partir de 1837, Watts possuía sucesso o suficiente para se dedicar em tempo integral à pintura.
Em 1843 ele viajou para a Itália onde permaneceu por quatro anos. No seu retorno para Londres ele sofreu de melancolia e pintou muitas obras tenebrosas de destaque.  Suas habilidades foram amplamente celebradas e em 1856 ele decidiu dedicar-se à pintura de retratos. Seus retratos foram extremamente apreciados e em 1867 ele foi eleito para a Academia Real Inglesa, na época a maior honra disponível para um artista, ainda que ele rapidamente tenha se tornado desiludido com a cultura dela. De 1870 em diante ele se tornou amplamente renomado como pintor de temas alegóricos e míticos; nesta época, ele foi um dos artistas mais apreciados do mundo. Em 1881 ele adicionou uma galeria com teto de vidro à sua casa em Little Holland House, que era aberta ao público nos fins de semana, aumentando ainda mais a fama de Watts.

## Tema

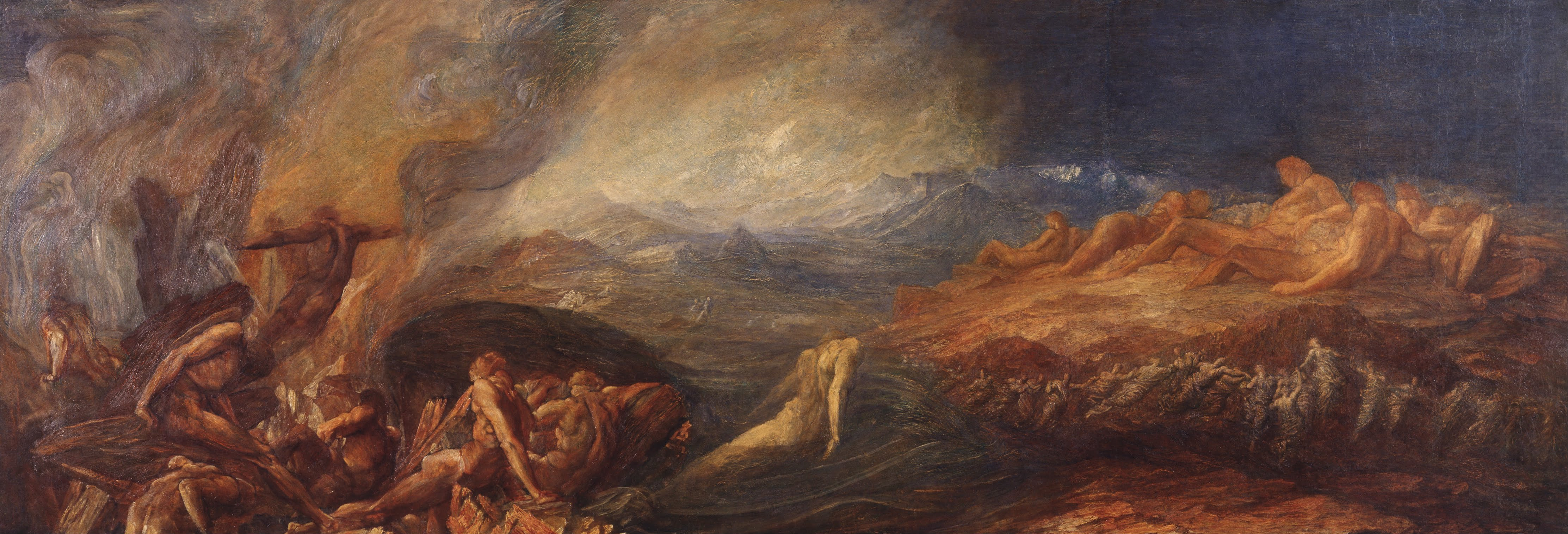
Watts retratara anteriormente a luz nas águas da enchente em Caos (exposta em 1882). (Note: Caos foi baseado em uma aquarela de Watts feita em 1845 da vista dos Alpes Apuanos em Carrara do topo da Torre de Pisa. A seção à direita de Caos, retratando gigantes em repouso e mulheres dançando, foi originalmente uma pintura separada chamada Os Titãs (exposta em 1875).)

Depois do Dilúvio retrata uma cena da história do Dilúvio, na qual Noé abre a janela da Arca para ver que depois de quarenta dias a chuva havia parado, mas que as águas da enchente ainda não haviam baixado. Embora o evangelicalismo estrito de seu pai tenha incutido em Watts um forte desgosto pela religião organizada, ele tinha um conhecimento profundo da Bíblia  e Noé e o Dilúvio eram ambos temas que ele regularmente retratava ao longo de sua carreira.
Watts tinha uma forte crença na ideia de que a sociedade moderna estava priorizando a riqueza sobre os valores sociais e que esta atitude, que ele descrevia como "a dissimulação hipócrita do sacrifício diário feito a esta divindade", foi levando ao declínio da sociedade. Hilary Underwood da Universidade de Surrey escreve que Watts provavelmente pintou tantos trabalhos sobre o tema de Noé ao ver a noção de purificação de uma sociedade degenerada e a preservação daqueles que ainda aderiam os princípios morais. Watts escolheu retratar o momento em que o sol se torna visível pela primeira vez depois de quarenta dias obscurecido pelas nuvens.

## Composição

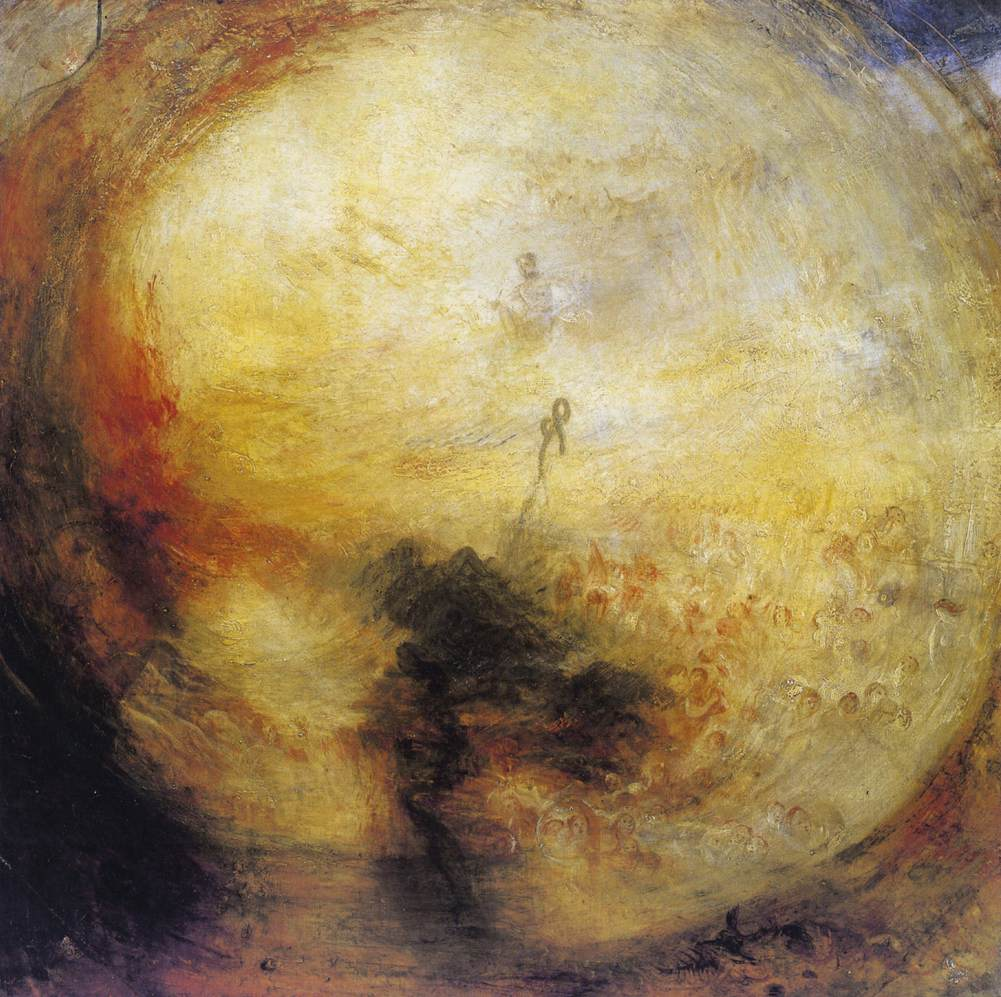
Luz e Cor, William Turner, 1843

Watts ilustrou a cena com uma vista do mar altamente estilizada. Acima do mar está um brilhante clarão do sol, com a luz iluminando as nuvens ao redor e raios brilhantes se projetando para além das bordas do quadro. A composição de Watts ecoa o tratamento do mesmo tema de William Turner, Luz e Cor (Teoria de Goethe) — A Manhã Depois do Dilúvio — Moisés Escrevendo o Livro do Gênesis, de 1843, em retratar primariamente um círculo de luz brilhante. Entretanto, a pintura de Turner retrata figuras humanas reconhecíveis e nenhuma obra de Turner chegou tão perto da arte abstrata pura quanto a composição de Watts.
Neste estágio de sua carreira Watts regularmente pintava imagens ligando eventos naturais espantosos com a vontade de Deus. Seu foco no sol reflete seu interesse de longa data nele como um símbolo divino; O Sacríficio de Noé, pintado em aproximadamente 1865, mostrava Noé sacrificando ao sol em ação de graças pela salvação de sua família. Este interesse no sol possivelmente veio do conhecido de Watts Max Müller, que escreveu extensivamente sobre teorias solares da mitologia (a crença que as religiões da Europa, do Oriente Médio e do sul da Ásia eram todas em última análise derivadas do culto protoindo-europeu ao sol).  Escrevendo depois da morte de Watts, sua viúva Mary Seton Watts escreveu que:
Um visitante olhando para "Depois do Dilúvio" notou que nesse esquema de cores ele sentiu que não seria impossível introduzir a figura do Criador. 'Ah não', respondeu o Sr. Watts, 'Mas isso é exatamente o que é possível eu desejar fazer àqueles que olham para a figura conceberem por si mesmos. A mão do Criador movida pela luz e pelo calor de recriar. Eu não tentei pintar um retrato do sol — tal coisa é impraticável — mas eu queria impressionar você com a ideia de seu poder enorme.' Mary Seton Watts, escrevendo em aproximadamente 1910.

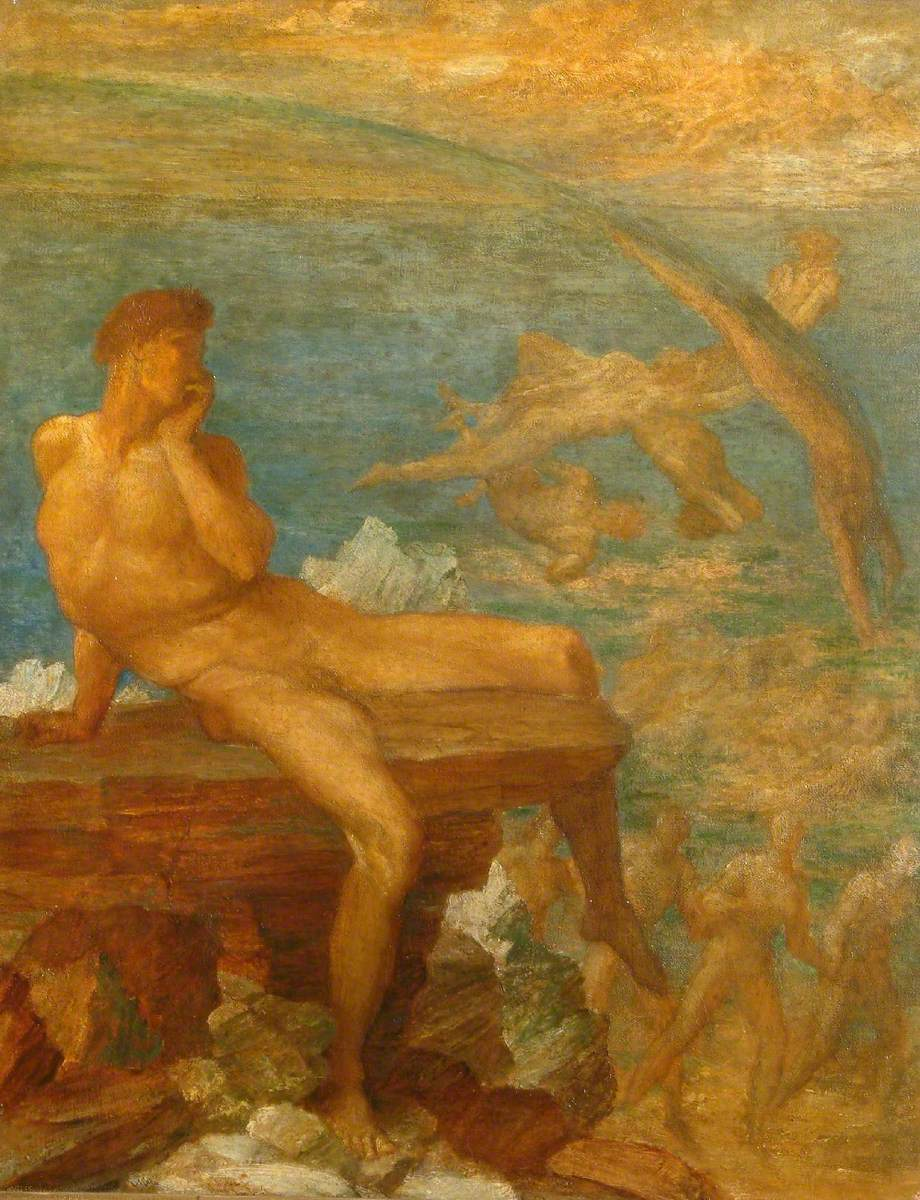
O Gênio da Poesia Grega (1878)

Watts retratara anteriormente um sol laranja sobre um mar plano em sua obra de 1878 O Gênio da Poesia Grega, mas o tema e a composição de Depois do Dilúvio foi radicalmente diferente. O Gênio da Poesia Grega pretendia evocar o panteísmo, com figuras representando forças da natureza na forma humana trabalhando e se divertindo enquanto observadas pela grande figura central do Gênio. Depois do Dilúvio explicitamente pretendia uma imagem monoteísta, evocando tanto a magnificência quanto a misericórdia redentora de um único Deus todo-poderoso empenhado no ato da criação.
Depois do Dilúvio foi apresentada ainda inacabada em 1886 como O Sol na Igreja de São Judas em Whitechapel; Samuel Barnett, vigário da igreja, organizava exposições de arte anuais no leste de Londres em um esforço para trazer beleza à vida dos pobres; ele tinha uma relação próxima com Watts e regularmente pedia emprestado suas obras para mostrá-las ao moradores locais.  Após essa exposição Watts continuou a trabalhar na pintura pelos cinco anos seguintes.

## Depois da conclusão
A versão completa de Depois do Dilúvio foi apresentada na New Gallery em 1891. Na ocasião de sua exposição em 1891 e uma exposição posterior em 1897, também na New Gallery, a obra era acompanhada por uma nota explanatória (que se pensa ter sido escrita por Watts) explicando a imagem:

Um poder transcendente de luz e calor irrompe para frente em busca de recriar; a escuridão é afugentada; as águas, obedientes à lei superior, já se dispersam em névoas vaporosas e atravessam a face da Terra. Nota acompanhando "Depois do Dilúvio" em suas exposições nas New Galleries.  

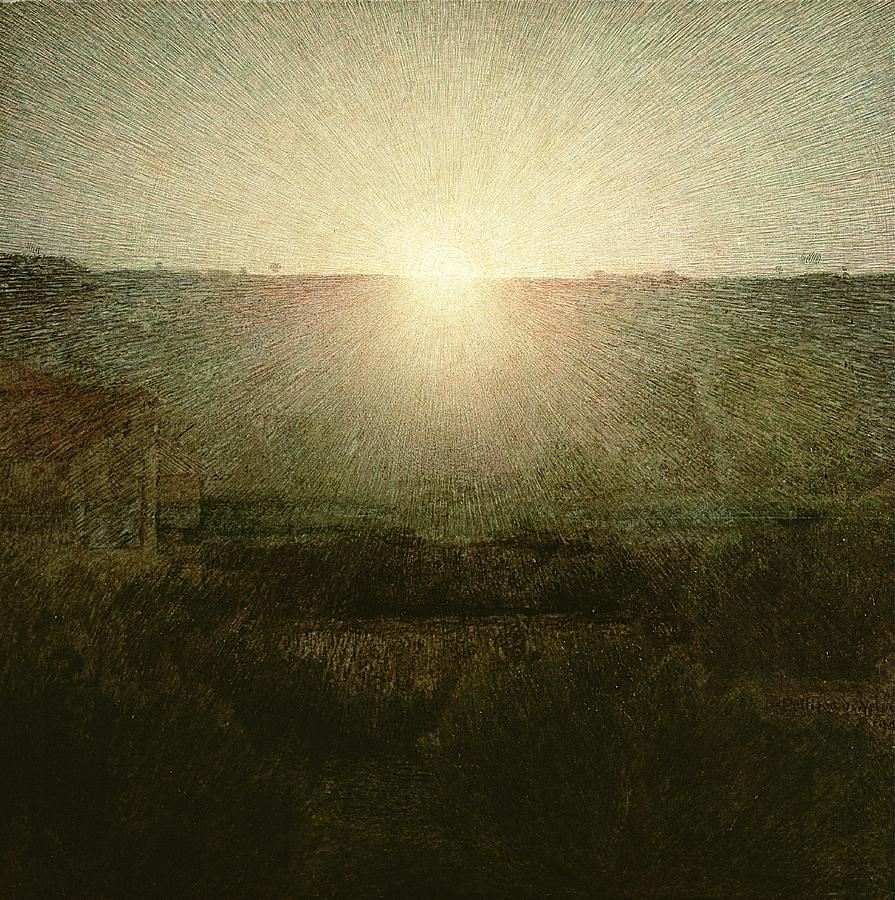
O Sol Nascente, Giuseppe Pellizza da Volpedo, (1904)

Entre 1902 e 1906 a obra foi exposta ao redor do país, sendo mostrada em Cork, Edinburgh, Manchester e Dublin, assim como na própria galeria de Watts em Little Holland House. Em 1904, ela foi transferida para a recentemente aberta Watts Gallery em Compton, em Surrey, pouco depois da morte de Watts naquele ano. Dois anos antes disto, Watts retornara ao tema da criação com O Semeador de Sistemas, que pela primeira vez em suas obras retratou diretamente Deus e que ele descreveu como representante de "um grande gesto em que tudo que existe está relacionado",

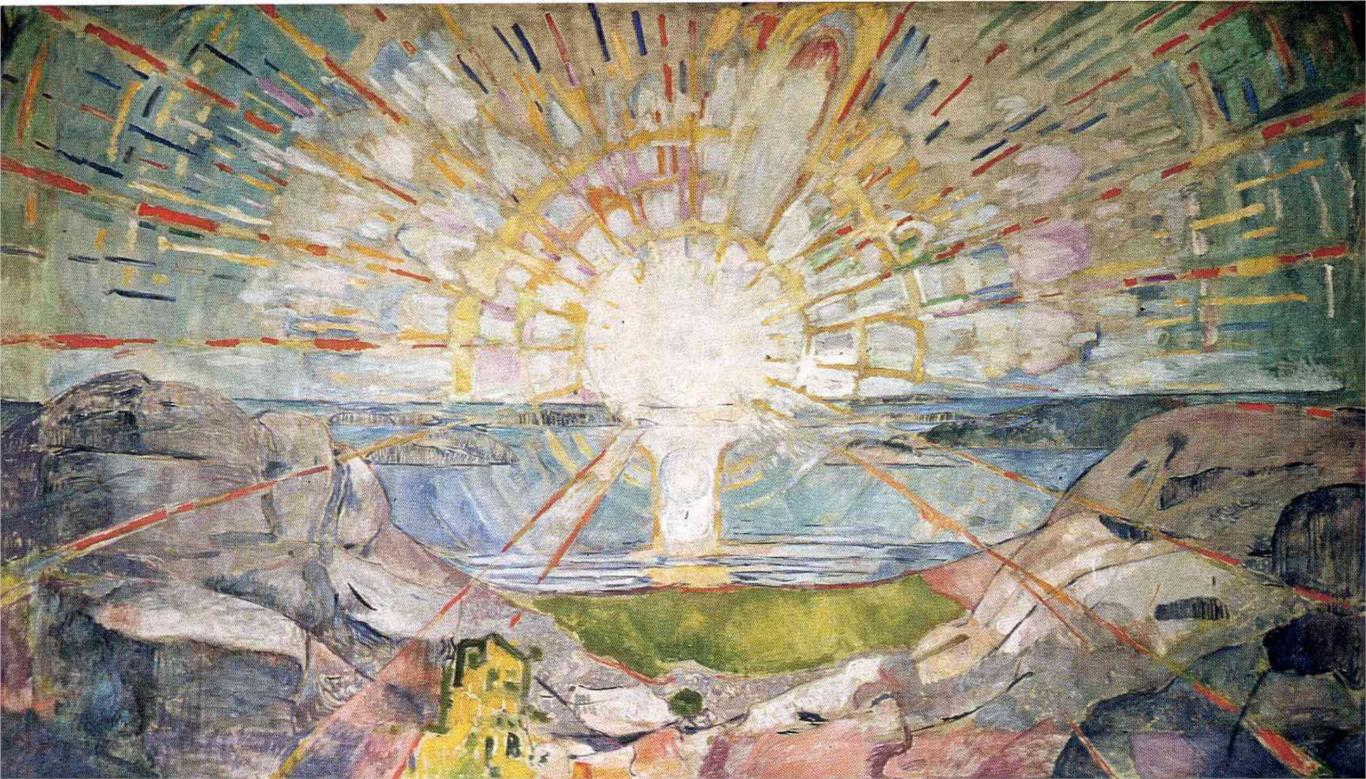
O Sol, Edvard Munch (1911)

Embora Watts tenha pintado paisagens ao longo de sua vida, ele não considerava estas pinturas como obras maiores, e quando entre 1886 e 1902 ele doou o que ele sentiu ser suas 23 obras sem serem retratos mais significantes para a nação para exposição pública, nenhuma pintura de paisagem foi incluída. Como consequência de sua omissão destes presentes à nação, Depois do Dilúvio não está entre suas obras mais conhecidas embora tenha sido grandemente admirada por muitos dos artistas colegas de Watts. Walter Bayes escreveu em 1907 que Depois do Dilúvio era "uma espécie de paisagem que nós conectamos ao nome do Sr. Watts, uma paisagem da qual tudo que é rude e material foi eliminado, e que oferece um resíduo que é um tipo de sublimação de todos os elementos mais poéticos da natureza". A obra foi citada como uma influência em muitas outras obras pintadas nas duas décadas após sua conclusão, incluindo pinturas do sol de Maurice Chabas, Giuseppe Pellizza de Volpedo e Edvard Munch. Depois do Dilúvio permanece na coleção da Watts Gallery.